# Мала Вільшанка (Білоцерківський район)
Мала́ Ві́льшанка — село в Білоцерківському районі Київської області, центр сільської громади.
Засноване в XVI столітті.
Населення — близько 1 630 жителів.

## Географія
Селом тече струмок Безіменний.

## Походження назви
Назву село одержало від великої кількості вільхи, що росла на непрохідних болотах вздовж безіменного струмка, який в той період історії села був повноводий і впадав у річку Рось.
На болотистих його берегах зарості вільхи були такі густі, що чумаки не могли проїхати через село і змушені були об'їжджати його зі сходу аж на три кілометри від сучасних меж села.

## Історія
Перший письмовий документ про село Мала Вільшанка припадає на 20 березня 1597 року.
Були у Малій Вільшанці — якийсь Оверкін — Оверченко, а в сусідньому селі Бакали — Бакал. Оверкін і Бакал були кумами, але Оверкін боявся Бакала і його трьох синів, які займались пограбуванням чумаків на шляху Біла Церква — Ставище. Пограбовані речі вони ховали в глибокому яру, у тайнику, відкритому в 1922 році.
В привілеї короля Сигізмунда III від 1 січня 1592 року пишеться про право князя Костянтина Острозького уступити права своєму сину Янушу на «…державу Белоцерковскую, замок, место и волость со всеми грунтами». Це підтверджує І. Л. Похілевич, вказуючи, що першими старостами Білої Церкви були князь Симеон Прунський і князь Костянтин Острозький.
Мала Вільшанка була однією із сотень Білоцерківського полку. Після скликання польським королем Яном Казимиром диспуту — так званої «Білоцерківської розмови» наприкінці 1663 року на Правобережжі піднялось повстання козаків на чолі з Білоцерківським полком.
Польський сейм в 1775 році вирішив віддати східні староства польським магнатам у приватну власність. Білоцерківське староство разом з листом було віддане коронному гетьману Польщі Францішеку Ксаверію Браницькому як винагорода за придушення гайдамацьких повстань. В це староство входили місто Біла Церква, 92 села (в тому числі і Мала Вільшанка), 14 містечок, 24 слободи.
З того часу аж до часів УНР Мала Вільшанка була власністю графів Браницьких.
Після скасування кріпосного права в 60-х роках XIX століття про Малу Вільшанку подає деякі відомості Л.Похілевич: «Село Ольшанка близ транспортной дороги, ведущей из Белой Церкви в Ставище…жителей обоего пола вместе деревнею Сорокотягою, только в одной версте от Ольшанки отстающею, православных- 2015, римских католиков- 57».
Після реформи відбувається швидке розшарування селянства. Серед селян Малої Вільшанки виділяються Оверченко Данило, Назаренко Степан, Шевченко Микола та інші.
У Малій Вільшанці було «дворов 220, жителей обоего пола — 2410, из них мужчин-1202, и женщин-1206. В селе числится земли -2634 десятин, из них принадлежит: помещикам — 800 десятин, церкви -42 десятин, крестьянам 1739 десятин и другим сословиям — 52 десятины. Хозяйство же в имении, принадлежащим графу Владиславу Браницкому, ведет арендатор Михаил Антонович Козловский по трехпольной системе, как и крестьяне. В селе имеется одна казенная винная лавка».
В 1900 на місці старої курної ґрунтової дороги була прокладена шосейна дорога. Це покращило зв'язок між Білою Церквою і селом Мала Вільшанка.
1917 село увійшло до складу УНР. Окремі селяни влилися у банду Котовського. Петро Пустовалов згадує: « Бригада розташувалась у Бакалах і Малій Вільшанці, штаб її знаходився у хаті Іваненка Миколи Явтуховича»
У 1930 році в селі було створено колгосп. 
17 липня 1941 село було взяте гітлерівськими військами, які тримали місто 900 днів. У Німеччину на каторжні роботи було вивезено 42 молодих маловільшанців. 16 осіб повішено і розстріляно. Під час німецької окупації з села забрано 200 корів, 150 свиней, багато домашньої птиці, різних домашніх речей, одежі та ін., спалено 17 хат.
У боях за Малу Вільшанку загинуло 473 солдат.
У 1951 році відбулось укрупнення господарства сіл Мала Вільшанка і Бакали — в одне господарство.
У 1953 році колгосп ще не міг похвалитися досягненням в цьому відношенні: врожайність становила лише 9,9 центнера озимої пшениці з гектара, 9,8 ц жита, 3 ц ярої пшениці, 11 ц кукурудзи; не краща справа була і з просапними культурами: по 177 ц цукрових буряків з 1 га по 7,5 ц соняшника і по 56 ц картоплі.
(Газета «Ленінський шлях» за 19 лютого 1954 року.)
Основними причинами цих недоліків були:
- недостатня трудова дисципліна частини колгоспників;.
- поля стояли забур'янені, непідживлені, мало вироблялось органіки,
- особливо великі втрати при збиранні врожаїв, наприклад: втрати допускались при підорюванні цукрових буряків, тривалому лежанні їх на сонці, а це приводило до втрати 30-35 центнерів буряків з кожного гектара.
- скошена гречка довго лежала в покосах, частина її осипалася;
- певна вина лягала і на механізаторів, які іноді порушували агротехніку при оранці, сівбі, збиранні.

У 1975 році господарство було нагороджено Перехідним Червоним прапором за високі досягнення у сільському господарстві. Нагороджені і передовики орденами Леніна, Трудового червоного прапора, «Знак Пошани»: Грищенко Миколу, Захожого Миколу, Яценко Василя, Поліщук Катерину, Ковальчука Івана, Драбинко Ганну, Колісника Анатолія…
У 1977 році господарство реорганізовано у Білоцерківську дослідно — селекційну станцію з вирощування цукрових буряків. Певний час господарство працювало стабільно та з 1990 року починається його спад.
1 грудня 1991 селяни проголосували за відновлення державної незалежності України.

## Населення

### Мова
Розподіл населення за рідною мовою за даними перепису 2001 року:
| Мова            | Кількість | Відсоток |
| --------------- | --------- | -------- |
| українська      | 1805      | 97.46%   |
| російська       | 43        | 2.32%    |
| румунська       | 2         | 0.11%    |
| білоруська      | 1         | 0.05%    |
| інші/не вказали | 1         | 0.06%    |
| Усього          | 1852      | 100%     |

## Також
- Перелік населених пунктів, що постраждали від Голодомору 1932—1933 (Київська область)